# Lophionotus
Lophionotus è un genere di pesci ossei estinto, appartenente ai ginglimodi. visse tra il Triassico superiore e il Giurassico inferiore (circa 210 - 152 milioni di anni fa) e i suoi resti fossili sono stati ritrovati in Nordamerica e in Sudamerica.

## Descrizione
Questo pesce era di dimensioni medio-piccole: le specie più grandi superavano di poco i 20 centimetri di lunghezza. Era dotato di un corpo alto, con una notevole gibbosità appena dietro al cranio. Il tetto cranico era caratterizzato da numerosi tubercoli, presenti anche sulla gibbosità dorsale. Il muso era corto e caratterizzato da ossa frontali larghe. Il preopercolo era dotato di un processo ventrale a forma di remo corto e largo. 
In generale l'aspetto richiamava quello del più conosciuto Semionotus, con il quale era forse imparentato, ma se ne differenziava per vari aspetti, come la presenza di solo due sopraorbitali e la differente forma degli infraorbitali. I denti erano stiliformi, come in Semionotus.

## Classificazione
Lophionotus è un genere di incerta collocazione sistematica. Alcune caratteristiche richiamano i semionotiformi arcaici, come Semionotus, mentre altre lo avvicinano di più ai lepisosteiformi. Di certo era un rappresentante arcaico dei ginglimodi, ma non è chiaro a quale ordine appartenesse. 
Lophionotus è noto per varie specie: la specie tipo, Lophionotus sanjuanensis, venne descritta per la prima volta nel 2013 ed è nota per fossili ritrovati nella formazione Chinle dello Utah sudorientale. Altre specie sono L. chinleana, i cui fossili sono stati ritrovati anch'essi nella formazione Chinle in Utah, e L. kanabensis, inizialmente descritta con il nome di Semionotus kanabensis e proveniente da terreni risalenti al Giurassico inferiore, sempre dello Utah.
Nel 2022 è stata invece descritta una specie attribuita al genere Lophionotus (L. parnaibensis) proveniente da terreni del Giurassico superiore (Oxfordiano - Kimmeridgiano) del Brasile, nel bacino di Parnaíba.